# Simona Pergreffi
Simona Pergreffi (Seriate, 24 ottobre 1971) è una politica italiana.

## Biografia
Nata a Seriate, vive a Bergamo; nel 1998 si è laureata in architettura ed esercita la professione di architetto

## Attività politica
Esponente della Lega Nord, nel 2009 viene eletta Sindaco di Azzano San Paolo per la coalizione di centro-destra, carica in cui viene confermata anche nel 2014.

### Elezione a senatore
Alle elezioni politiche del 2018 viene eletta al Senato della Repubblica nel collegio uninominale di Treviglio, sostenuta dal centro-destra (in quota Lega).
Il 17 luglio 2018 entra a far parte della Commissione di Vigilanza Rai.
Nel 2019 è eletta consigliere comunale di Azzano San Paolo, ma si dimette nel 2021.